# 軍事大国

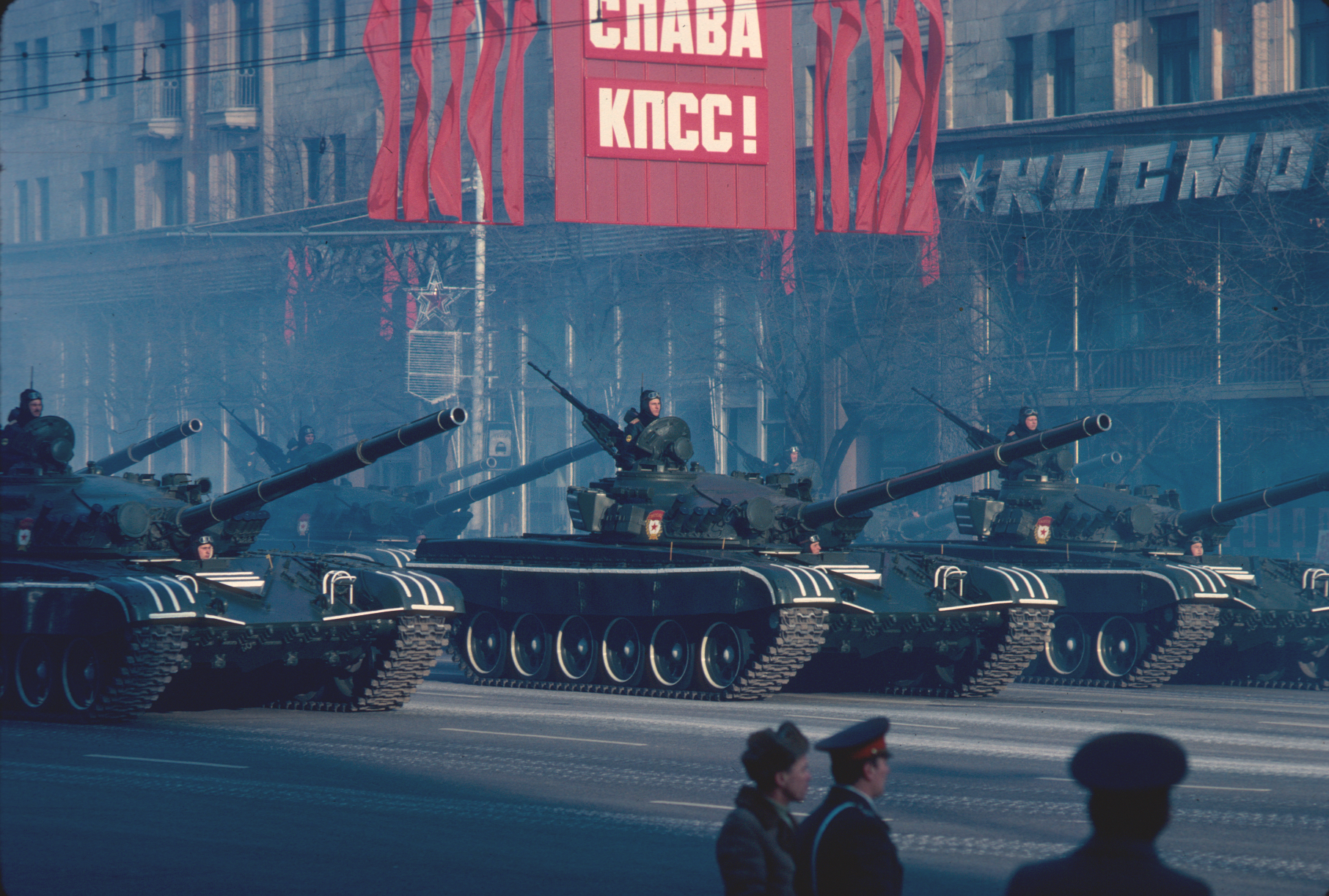
旧ソ連の軍事パレード（1983年）

軍事大国（ぐんじたいこく）とは、軍事分野が突出しているために国際社会ならびに当該国の周辺地域の安全保障に影響力を持つ国をさす。

## 概要
軍事大国と呼ばれる国には、当該国の軍事的要素が絶対的に突出している場合と、国家予算やGDPにしめる軍事費の割合が高い国、また軍事力を増強する政策を採っている国の両方のいずれかをさす。
前者の場合、国際連合安全保障理事会常任理事国が典型である。常任理事国を務める5大国は核保有国であり、核兵器という究極の兵器を保有しているからである。
一方、後者の定義は相対的なもののため特定の国を指すことは難しい。たとえば北朝鮮は経済的には弱体であるが、「強盛大国」のスローガンを掲げ軍事力に重点的に資源を割いている。またサダム・フセイン政権下のイラクなども軍事大国と呼ばれていた場合がある。

## 現在の軍事大国
国連常任理事国
- アメリカ合衆国
- 中国
- ロシア
- イギリス
- フランス

国連常任理事国以外の国
- インド
- パキスタン
- イスラエル
- 北朝鮮
- シリア
- ミャンマー